# Didymonyx infumata
Didymonyx infumata är en fjärilsart som beskrevs av George Francis Hampson 1900. Didymonyx infumata ingår i släktet Didymonyx och familjen björnspinnare. Inga underarter finns listade i Catalogue of Life.